# Коппер, Бэзил
Бэ́зил Ко́ппер (англ. Basil Copper; 5 февраля 1924 — 4 апреля 2013) — английский писатель в жанрах хоррора, фэнтези и детектива, а также составитель нескольких сборников.

## Биография
Бэзил Коппер родился в Лондоне в 1924 году и долгое время работал журналистом. Он начал писать собственные рассказы достаточно поздно, что, однако, не помешало ему быстро встать в один ряд с виднейшими авторами литературы ужасов Великобритании. Для творчества Коппера характерен оригинальный подход к традиционным для жанра сюжетам и ситуациям, а также совмещение классических мотивов литературы ужасов с элементами научной фантастики, детектива и психологической прозы.

## Рассказы
Первый рассказ Коппера, «Паук», был опубликован в 1964 году в престижной антологии «Пятая панорама ужасов». С тех пор его короткие произведения стали регулярно появляться в различных журналах и сборниках.
С 1967 по 2010 годы вышли следующие сборники рассказов Коппера:
- «Ещё не в сумерках» (1967)
- «У изголовья Зла» (1973)
- «Блистание полированных лезвий»
- «Под эхо шагов» (1975)
- «Дальнейшее — тьма» (1977)
- «Здесь водятся демоны» (1978)
- «Голос рока» (1980)
- «Ночные шёпоты» (1999)
- «Холодная длань у меня на плече»
- «Нож в спину»
- «Тьма, туман и тень: избранные рассказы Бэзила Коппера» (2010)

## Отдельные романы
Крупная проза Коппера представлена несколькими самостоятельными романами в жанре хоррор:
- «Огромное белое пространство» (1975)
- «Проклятие насмешников» (1976)
- «Некрополь» (1980)
- «Чёрная смерть» (1991)
- «Волчий дом»

## Серийные произведения
Бэзил Коппер также является автором двух крупных серий детективных романов. Одна из них посвящена частному сыщику Майклу Фарадею и включает 58 коротких романов, написанных между 1966 и 1988 годами. Вторая повествует о приключениях Солара Понса — персонажа, изобретённого писателем Августом Дерлетом, чьим поклонником является Коппер, и состоит из восьми сборников рассказов (1979—2005) и одного романа, «Солар Понс против Когтя Дьявола», написанного в 1980 году, однако изданного лишь в 2004 году.

## Исследования
Бэзил Коппер — автор двух монументальных исследований, посвящённых литературе ужасов. Это книги «Вампиры в легендах, истории и искусстве» (1973) и «Оборотни в легендах, истории и искусстве» (1977).
Собственное творчество Коппера последовательно освещено в монографии известного специалиста по литературе ужасов Стивена Джонса «Бэзил Коппер: жизнь в книгах» (2008 год).